# 워커 순환

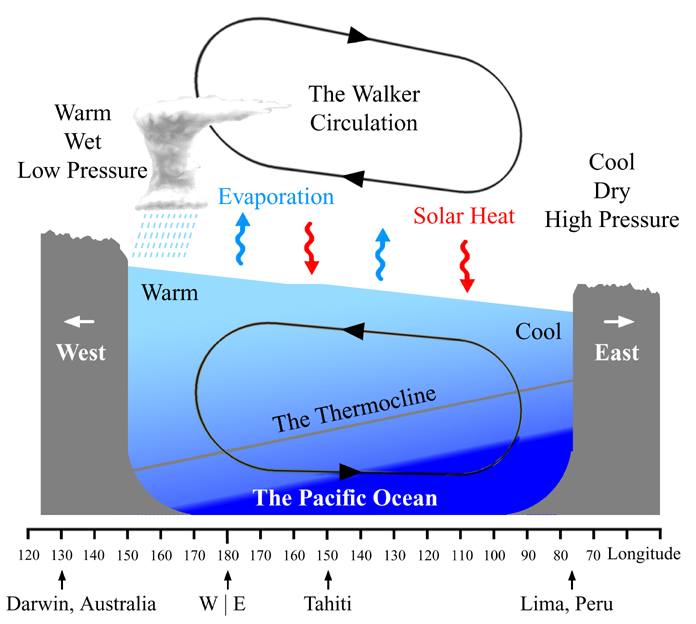
남방진동의 준평형 및 라니냐 단계의 도표. 워커 순환은 표면에서 동풍인 무역풍이 태양에 의해 가열된 해수와 공기를 서쪽으로 옮기는 형태로 나타난다. 서태평양은 동태평양에 비해 따듯하고, 습도가 높으며, 저기압을 띈다. 습도는 태풍이나 뇌우 등으로 방출된다. 해양의 수면은 이 현상으로 인해 서태평양에서 60 cm 가량 더 높다. 해수와 공기는 다시 냉각되고, 공기는 더 건조해진 채로 동태평양으로 돌아간다. 엘니뇨는 이 순환이 붕괴되어, 동태평양에 따듯한 해수와 습한 공기가 존재하는 상태이다.

워커 순환(Walker circulation) 또는 워커 세포(Walker cell)는 대류권의 공기 흐름에 대한 개념적 과학 모형으로, 공기 덩어리가 일정한 지역에서 닫힌 형태로 순환을 이룬다는 것이다. 워커 순환은 대륙과 해양 사이의 열 분배 차이에 의해 발생한다. 워커 순환은 관측 결과와 대략 부합하나, 실제는 자오선 방향으로의 공기 이동 또한 일어나, 해들리 순환의 형태를 띈다.
워커 순환은 길버트 워커가 처음 제안하였으며, 워커 순환이라는 용어는 1969년 기상학자 야콥 비에르크네스가 만들었다.

## 워커의 방법론
길버트 워커는 케임브리지 대학교 소속의 저명한 응용수학자였다. 워커는 1904년 인도의 관측소 소장을 맡게 되었는데, 여기서 인도양 계절풍과 이로 인한 1899년~1900년 인도 대기근을 연구하였다. 워커는 15년 간 인도와 세계 각지의 기상 자료를 분석한 후, 인도와 태평양 지역 기압의 진동과, 열대 지방의 온도 및 강우 형태의 관련성을 발표하였다. 이후 워커는 인도 기상국에서 근무하며, 계절풍과 남방진동 현상을 연결하는 연구를 진행했다. 1911년에는 인도의 별 훈장을 수여받았다.
워커는 계절에 따라 국부적 관련성이 달라질 수 있다는 것을 기반으로, 당시 기상학 연구에서 사용하던 연 단위 분석법 대신, 1년을 네 계절(12월~2월, 3월~5월, 6월~8월, 9월~11월)로 나눠 분석하였다. 지역적으로는 '행동 중심'을 지정했는데, 이 중심은 항상 고기압이나 저기압이 형성되는 지점, 계절에 따라 고기압이나 저기압이 바뀌는 지점, 강우나 풍향이 중요한 지점이었다. 워커는 계절별로 기압과 강우량의 관계를 분석하였으며, 그 결과 온도의 변화는 기압과 강우의 변화에 의한 것이라는 결론을 내렸다. 일각에서 제기했던, 온도 변화가 흑점의 변화에 의한 것이라는 이론에 대해서는, 흑점과 온도, 바람, 구름, 강우 자료를 대조하며 일치하지 않음을 증명하였다.
워커는 중요한 관련성에 더해, 중요하지 않은 관련성도 모두 출판했는데, 이는 다른 연구자들이 존재하지 않는 관련성을 찾으려고 하지 않게끔 하려는 목적이었다.

## 해양의 영향

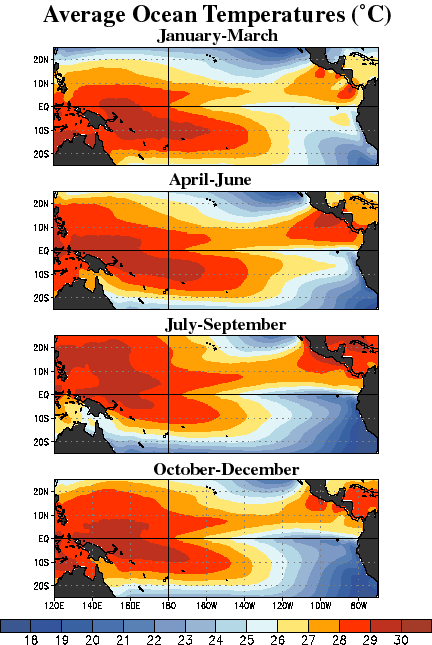
적도 지방 태평양의 평균 온도.

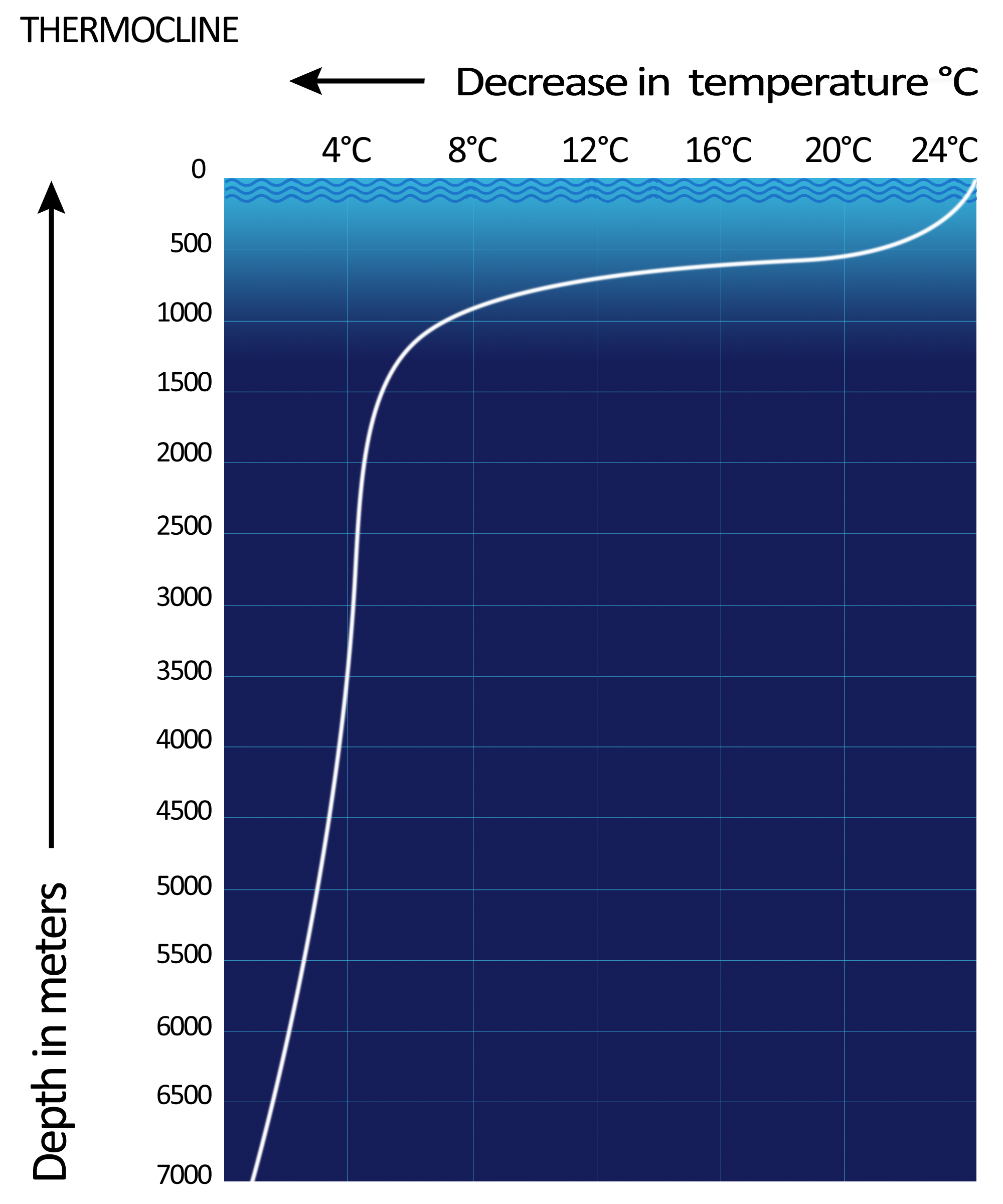
열대 지방 해양의 깊이에 대한 수온을 나타낸 그래프. 100 ~ 1500 m에서 급격히 온도가 감소하는 지역은 수온약층이라고 부른다. 1500 m 밑은 수온이 거의 일정하게 유지된다.

워커 순환으로 인해 북반구의 여름에 인도양에서는 서풍, 태평양과 대서양에서는 동풍이 부는데, 이로 인해 세 대양의 온도는 불균형을 이룬다. 태평양과 대서양에서는 북반구의 여름에 동쪽 전반의 해수면 온도가 낮으나, 인도양에서는 서쪽에서만 온도가 낮다. 해수면 온도의 차이로 인해, 수온약층의 깊이에도 차이가 발생한다.
워커 순환의 변화는 지표면 온도의 변화와 맞추어 일어난다. 계절의 변화처럼 외부 요인도 있지만, 해양과 대기의 자체 피드백 효과도 있는데, 예를 들어 동풍이 불면 동쪽의 해수면 온도가 감소하므로 기온 차이가 증가해 바람의 세기가 강해진다. 이러한 변칙적 현상에 의해 적도에서의 용승이 촉진되어 수온약층이 상승한다. 만약 지구의 기후가 적도를 기준으로 대칭이었다면, 적도를 통과하는 바람은 없었을 것이며, 현재 관측되는 것과 비교해 냉각 현상이 약하고 구조 또한 달랐을 것이다. 워커 순환은 태양에 의해 가열된 해수와 공기를 무역풍을 통해 서쪽으로 이동시키는 형태로 나타나며, 페루와 에콰도르 해안에서 차갑고 영양 염류가 풍부한 해수를 표면으로 용승시켜, 어업량을 증가시킨다.

## 엘니뇨
워커 순환은 동태평양의 고기압과 인도네시아의 저기압 사이의 기압 경도력에 의해 발생한다. 워커 순환으로 인해 차가운 해양심층수의 용승이 촉진되어, 해수면 온도는 하강하게 된다. 엘니뇨는 워커 순환이 감소하거나 멈추었을 때, 해수면 온도가 상승하는 현상이며, 반대로 워커 순환이 증가하면 용승이 증가해 해수면 온도가 하강하는 라니냐가 일어난다.
2006년 5월 네이처에 발표된 논문에서는 워커 순환이 19세기 중반부터 느려지고 있음을 밝혔으며, 논문 저자들은 지구 온난화가 워커 순환 감속의 원인이라고 주장하였다. 하지만 20세기 기록을 2011년 분석한 연구에서는, 엘니뇨 남방진동으로 인한 변동을 제외하고, 1871년부터 2008년까지 워커 순환의 세기는 일정하게 유지되었다고 주장하였다.

## 같이 보기
- 대기 순환
- 지구 대기권